# Dypsis lutescens
Chrysalidocarpus lutescens · Palmiste multipliant
Espèce
Classification APG III (2009)
Statut de conservation UICN

 NT  : Quasi menacé
Dypsis lutescens , le Palmiste multipliant, est une espèce de palmiers d'au plus une dizaine de mètres de hauteur. Jusqu'à 1995, l'espèce était appelée Chrysalidocarpus lutescens, aussi l'usage de cette appellation n'a-t-il pas encore disparu.
C'est un palmier ornemental cespiteux très commun en culture dans les régions tropicales. 
Sa couronne est composée d’un feuillage penné particulièrement souple et gracile. Les pétioles et le rachis sont généralement jaune vif. 
À l’origine, l’espèce est endémique de Madagascar. Elle a été introduite dans de nombreuses régions tropicales. Dans les régions tempérées et froides, elle est assez communément utilisée comme plante d’intérieur, car non rustique.
La qualité de « plante dépolluante » du palmiste multipliant est souvent mise en valeur par les magasins de plantes. Toutefois, si l’effet d’épuration de l’air pollué est incontestable en condition de laboratoire, en condition réaliste de vie dans un bureau ou une pièce d’habitation l’effet est totalement négligeable (ou il faudrait des centaines de pots dans la pièce).

## Autres noms vernaculaires
Autres usages par les jardiniers et horticulteurs: Aréca, Arec, Aréquier, Palmier d’arec, Palmier doré, Palmier à canne jaune,,. Mais attention, ces noms peuvent aussi désigner d'autres espèces de palmier.

## Nomenclature
L’espèce a d’abord été décrite sous le nom de Chrysalidocarpus lutescens par Hermann Wendland un horticulteur et botaniste allemand, spécialiste des palmiers et de leur culture. Sa description a été publiée en 1878 dans Botanische Zeitung (Berlin) 36(8). Il indique aussi qu’il s’agit d’un palmier d’intérieur en Europe, connu sous les noms d’Areca ou Hyophorbe indica (ou lutescens) et d’Areca borbonica ou A. dicksonii, mais dit-il « qui se distingue de manière frappante par ses gaines foliaires et pétioles d’un beau jaune ».
En 1995, deux botanistes, un néerlandais Beentje et un britannique John Dransfield, proposent de transférer l’espèce dans le genre Dypsis dans The Palms of Madagascar. L’analyse phylogénétique des séquences d’ADN a montré que Chrysalidocarpus est paraphylétique, c’est-à-dire que ce genre ne contient pas tous (et seulement tous) les descendants d’un ancêtre commun. Les auteurs ont regroupé les lignées représentées à Madagascar.

## Étymologie
L’étymologie du nom de genre Dypsis est incertaine. Le terme Dypsis a été créé par le médecin botaniste sévillan Francisco Noronha (1748-1788) mais la description de ce genre a été faite par Carl Friedrich Philipp von Martius, un botaniste, explorateur allemand.
Selon Natacha Mauric, Dypsis vient du latin dyspnoicus, a, um, (venant lui-même du grec ancien δυσπνοιχός de δύσπνοια, ας (ἡ)) « atteint de dyspnée, qui respire difficilement ». Ce nom pourrait faire référence à la capacité de cette espèce à survivre dans des conditions étouffantes et arides.
L’épithète spécifique lutescens vient du latin lūteus, a, um (lūtum), jaune [tirant sur le rouge], Lucr. 4, 76 ; Pline 30, 141 ; rougeâtre [en parl. de l’Aurore] : Virg. En. 7, 26 (Gaffiot) et du suffixe latin -escens (grec ancien -σκω -sco, inchoatif « devenir »), soit lut.escens « qui devient rouge » allusion au fruit mûr jaunâtre à rouge.

## Synonymes

### Synonyme homotypique
- Chrysalidocarpus lutescens H.Wendl. , 1878 (basionyme)

### Synonymes hétérotypiques
Ce sont les synonymes avec des types différents du basionyme précédent. Selon POWO ce sont :
- Areca flavescens Voss à Vilm. Blumengartn. éd. 3. 1 : 1153 (1895)
- Chrysalidocarpus baronii var. littoralis Jum. & H. Perrier dans Ann. Mus. Côlon. Marseille, sér. 3, 1 : 35 (1913)
- Chrysalidocarpus glaucescens Waby chez Bull. Divers Informer. Kew 1923 : 376 (1923)

## Description

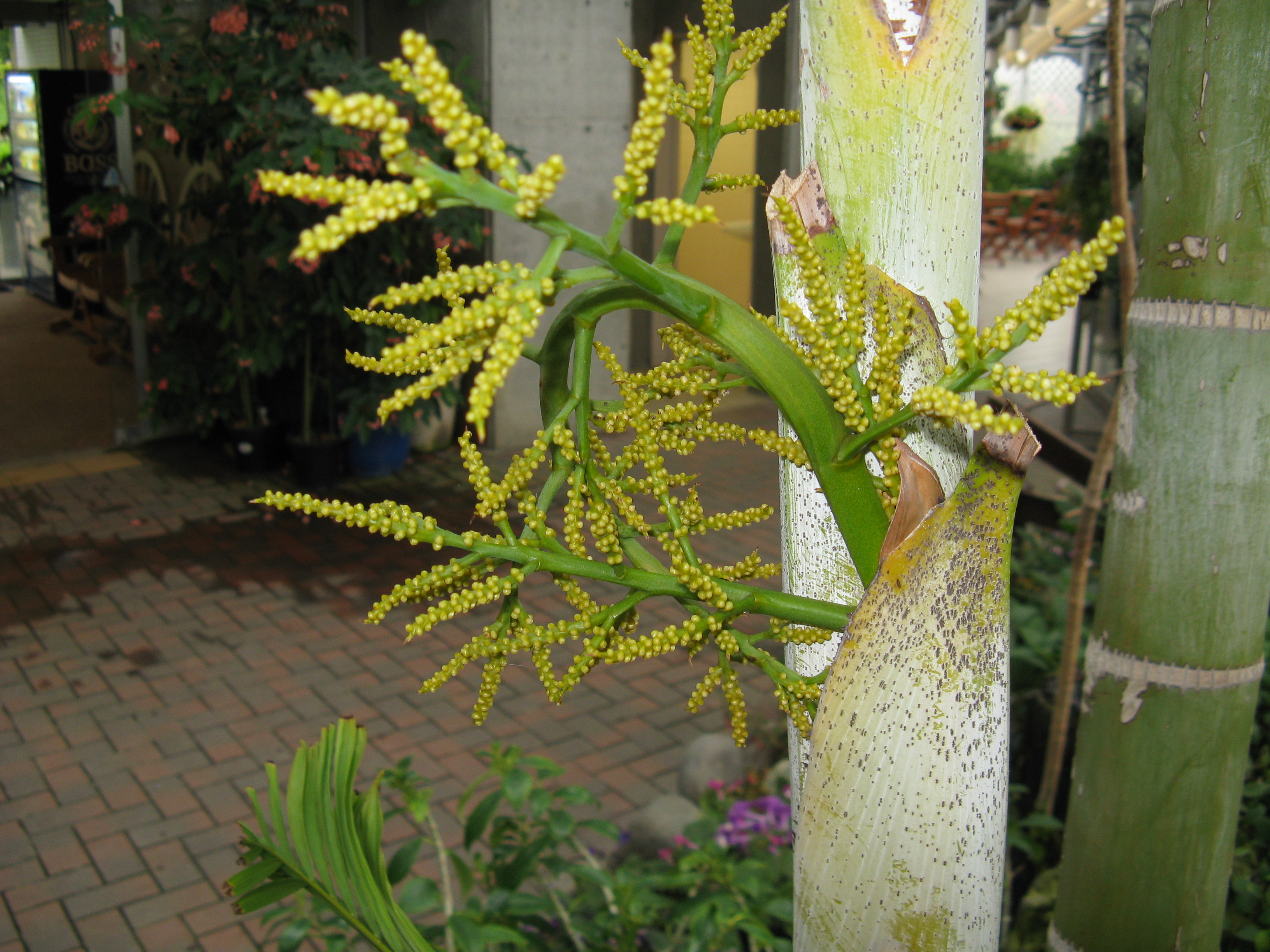
Inflorescence
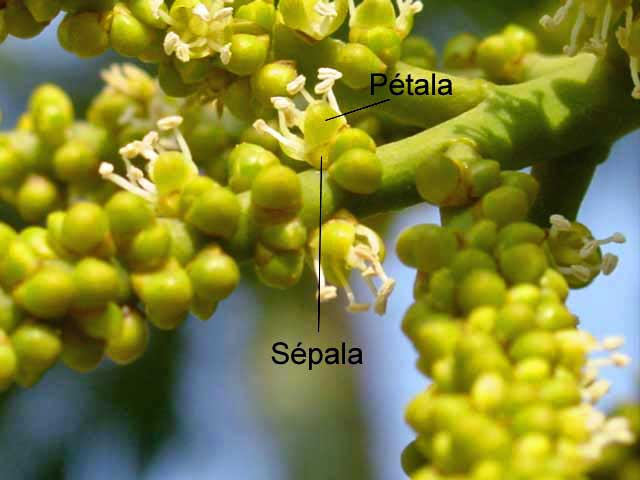
Fleurs
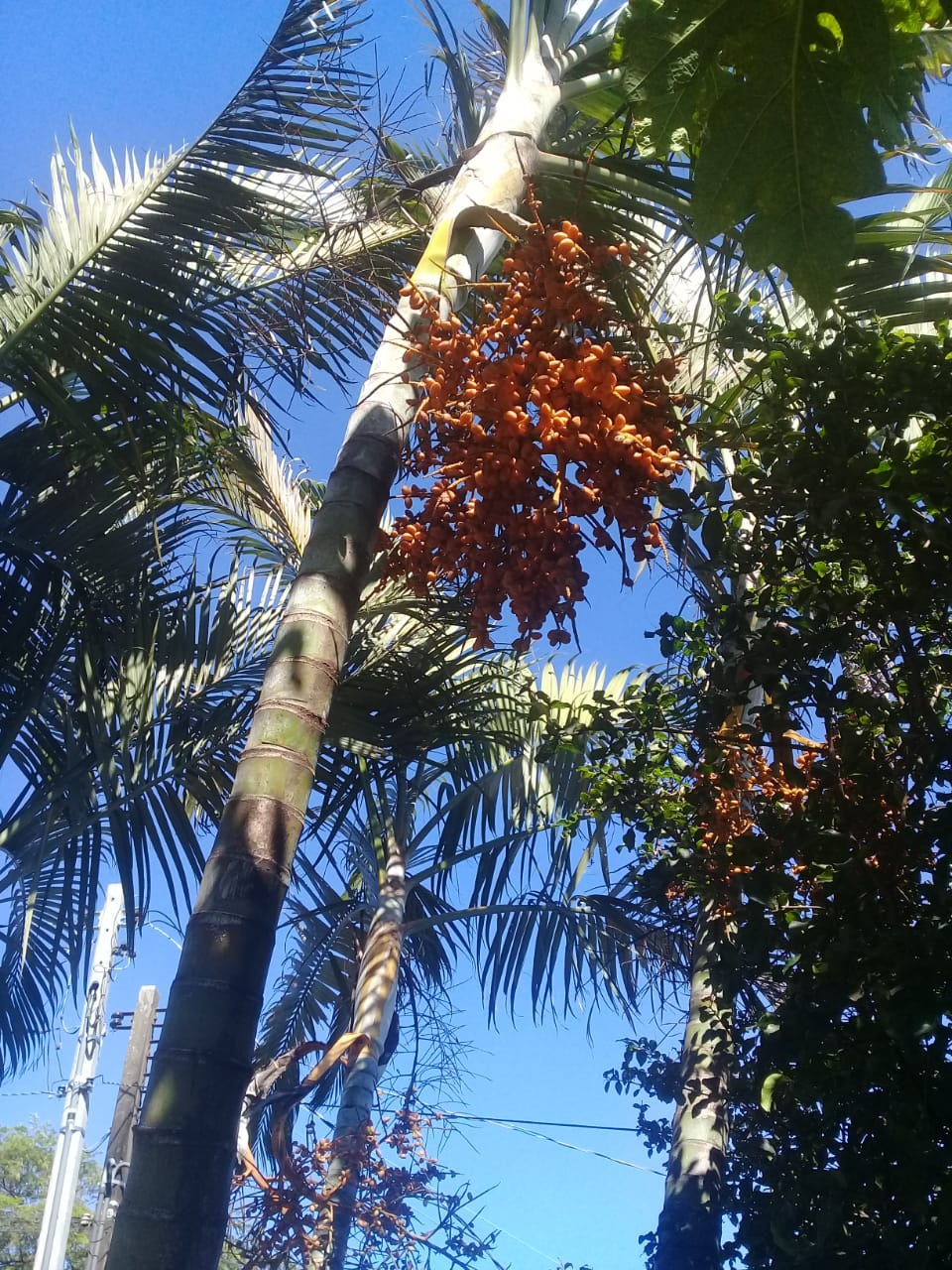
Infrutescence
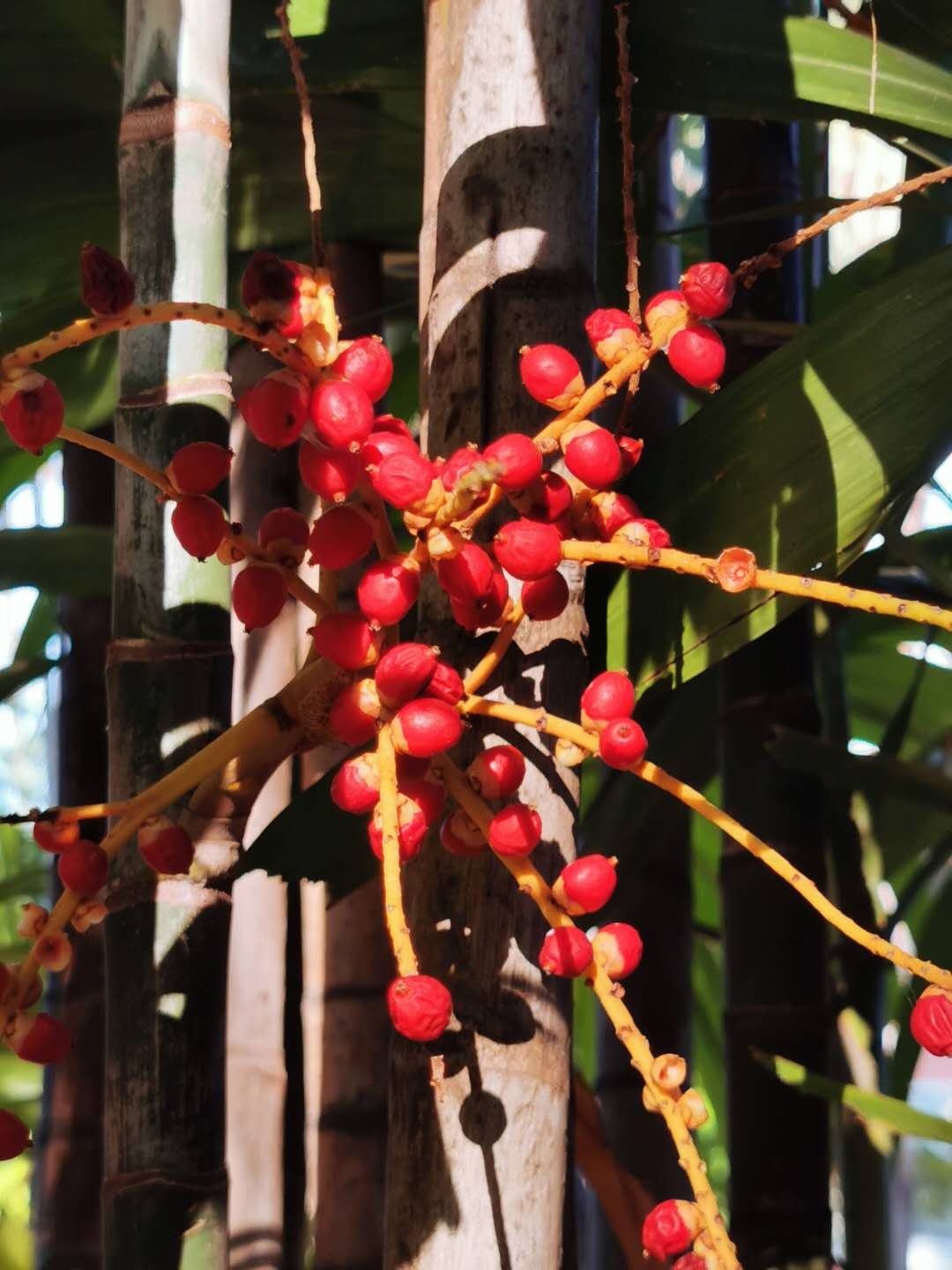
Fruits rouges

Le palmier pousse en touffe de tiges grêles et dorées. Le nom de Palmier multipliant vient de son caractère cespiteux.
Les stipes mesurent jusqu’à 10 m de hauteur et 10 à 15 cm de diamètre. Ils sont lisses, annelés, marqués par les cicatrices des anciennes feuilles et de couleur gris verdâtre.
La hampe foliaire (dans la partie supérieure du stipe), les pétioles et rachis sont vert-jaune à jaune orangé en situation ensoleillée, sinon vert glauque,. Le palmier d’arec ne développe sa couleur jaune d’or caractéristique que dans les endroits ensoleillés.
Les feuilles pennées, arquées, en groupe de 6 à 8 à l’extrémité du stipe, font de 1,5 m à3 m de longueur. Le pétiole d’environ 60 cm de long est inerme. Les folioles au nombre de 80 à 120, sont « portées en V » par le rachis. Elles font chacune 45–65 cm de long sur 3,5–4 cm de large.
L’inflorescence d’un mètre de long est peu ramifiée et retombante. Les fleurs unisexuées, sessiles, en triades formées d’une fleur pistillée (femelle) flanquée de deux fleurs staminées (mâles). Elles sont jaunes.
Les fruits sont des drupes ellipsoïdes jaunâtres à pourpres, allongés de 2,5–2 cm de long, ressemblant à des chrysalides. La pulpe est fibreuse et ferme.

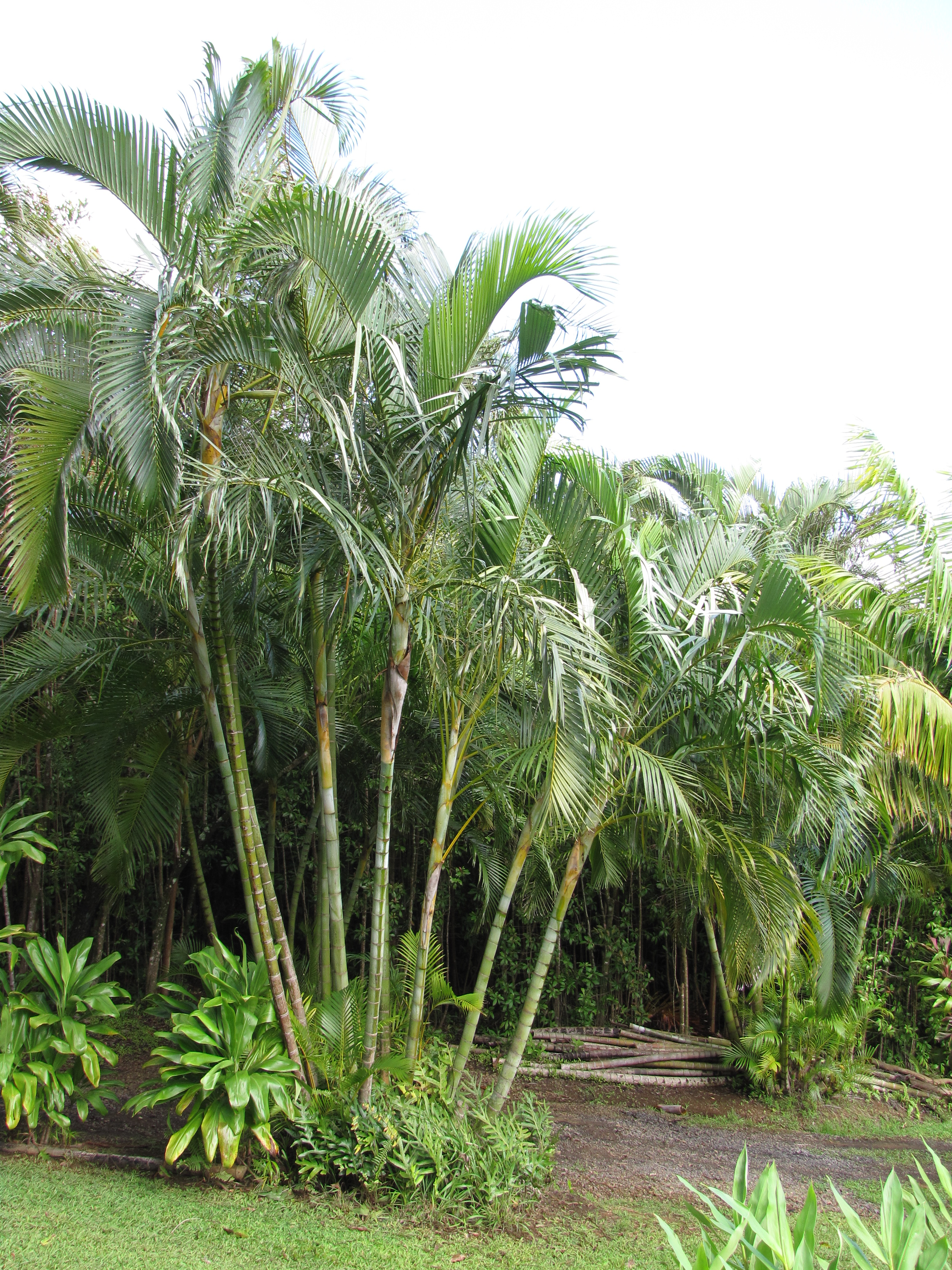
Touffe
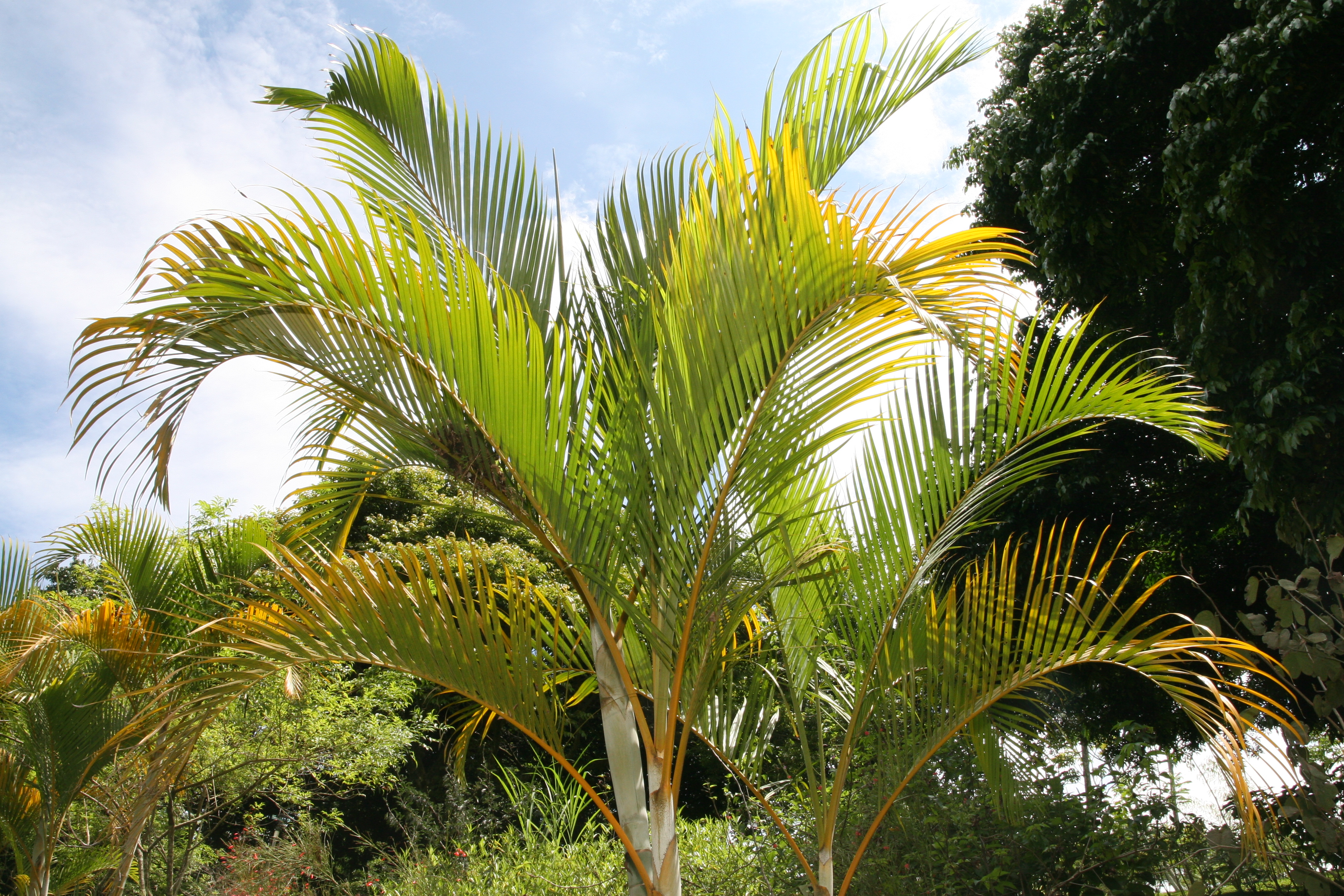
Feuilles pennées, arquées, rachis jaunâtre
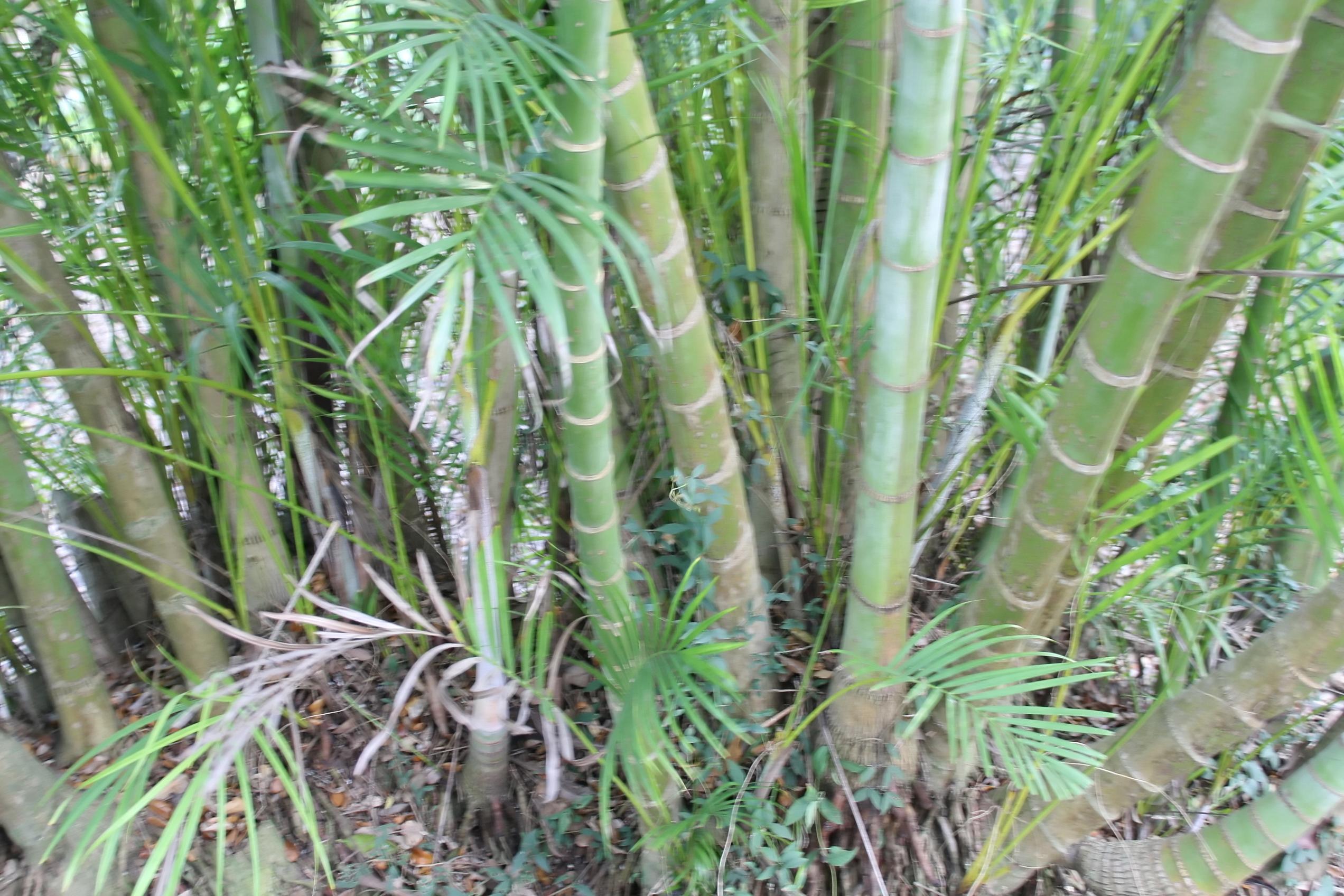
Stipes lisses, annelés, verdâtres
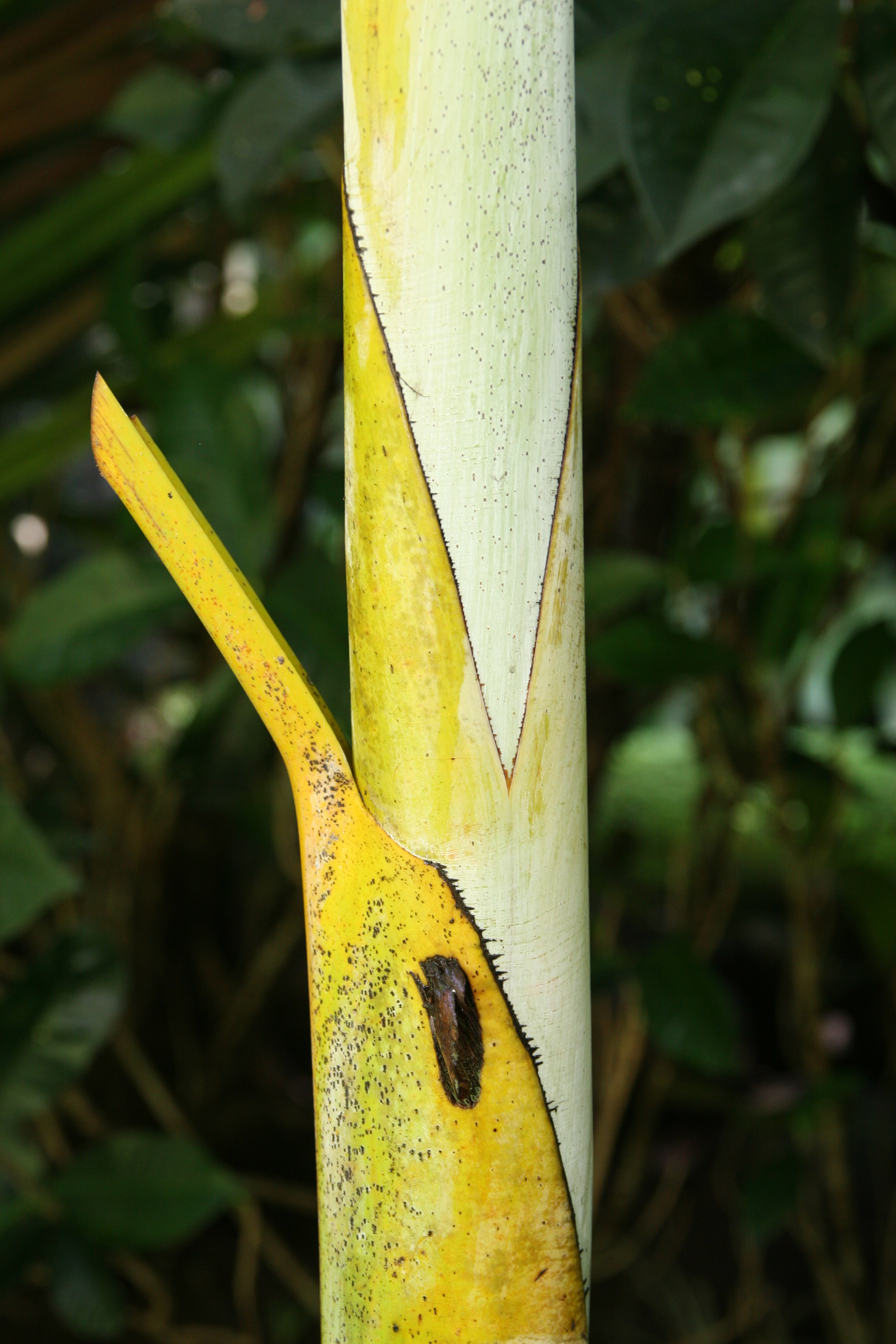
Pétiole jaune

- Inflorescence
- Fleurs
- Infrutescence
- Fruits rouges

## Aire de répartition
Selon POWO, Dypsis lutescens est originaire de Madagascar. Beentje et Dransfield indiquent qu’il croît dans la forêt de sable blanc dans une étroite bande proche de la mer. 
L’espèce a été introduite dans les îles Andaman, le Bangladesh, les Comores, la République dominicaine, le Salvador, Haïti, la Jamaïque, Porto Rico, La Réunion, Trinidad-Tobago, les Antilles vénézuéliennes.
Comme plante ornementale d'extérieur, le palmiste multipliant est très largement réparti dans les jardins tropicaux. Aux Antilles françaises, à La Réunion, on le trouve uniquement à l'état cultivé, il orne les jardins, les parcs et les espaces urbains.
Ailleurs, il est utilisé aussi comme plante ornementale des bureaux et des maisons, si on lui offre des températures d’environ 20° C, il peut atteindre 1,50 m de hauteur.

## Plante dépolluante
La notion de « plantes dépolluantes » de l’air intérieur des pièces a commencé a émergé dans les années 1980 avec les études de Bill Wolverton pour le compte de la Nasa . Les chercheurs ont placé dans des récipients en plexiglas diverses plantes avec une quantité connue de polluant comme le formaldéhyde, le benzène ou le trichloréthylène. La mesure au bout de 24 heures de la concentration des polluants leur a permis de déterminer quelles plantes étaient les plus efficaces. Le palmiste multipliant, appelé encore à l’époque Chrysalidocarpus lutescens, s’est révélé la meilleure plante dépolluante.
Toutefois, les plantes étaient exposées à des doses très élevées de polluants en milieux contrôlés pouvant mieux représenter les conditions de l’intérieur d’une capsule spatiale que l’intérieur d’une habitation actuelle.
En France, l’Ademe a lancé le programme de recherche PHYTAIR en 2004 pour évaluer les capacités d’épuration des plantes dans des conditions réalistes c’est-à-dire représentant véritablement les logements, les bureaux et les lieux clos ouverts au public. Ces recherches ont confirmé la capacité d’épuration de l’air de certaines plantes en milieu contrôlé en laboratoire. Par contre, les essais menés dans des conditions réelles d’exposition ne permettent pas de conclure quant à une potentielle efficacité des plantes (L’avis de l’Ademe, 2011). En l’état actuel des recherches (en 2011), les rendements d’épuration observés lors de l’utilisation de plantes en pot dans des pièces à vivre réelles restent faibles, ne permettant pas une épuration efficace des volumes d’air des bâtiments.
Dans une étude publiée en 2014, portant sur la capacité d’élimer le haut niveau de CO2 par huit plantes d’intérieur courantes, il a été montré que l’efficacité d’élimination du CO2 était élevé pour deux espèces  Ficus benjamina et Dypsis lutescens, avec des réductions maximales allant de 2 à 8 μmol CO2  m-2 de surface foliaire s-1. Pour que l’élimination photosynthétique nette du CO2 foliaire se produise, il faut toutefois que l’intensité lumineuse dépasse un certain seuil. Il a été calculé qu’il faudrait 249 pots de D. lutescens pour complètement extraire le CO2 exhalé par un seul occupant dans une pièce non ventilée.